# Rodica Șerban
Rodica Șerban, född den 26 maj 1983 i Rădăuţi-Prut i Rumänien, är en rumänsk roddare.
Hon tog OS-brons i åtta med styrman i samband med de olympiska roddtävlingarna 2008 i Peking.